# Turcica veche
Turcica veche, Turcica comună sau Turcica veche de est a fost o limbă vorbită în Asia Centrală între secolele VIII-XIII. A fost una dintre limbile-fiice ale proto-turcicii și cea mai timpurie formă atestată a limbilor turcice comune. A fost limbă de stat în al Doilea Hanat Turcic și în Hanatul Uigur.
A fost scrisă cu ajutorul a mai multor alfabete, aproape toate provenite pe calea religiei maniheene. Alfabet runic turcic reprezintă o formă de scriere proprie, adaptată caracteristicilor sale lingvistice.

## Fonologie
|                | Anterioare | Anterioare  | Posterioare | Posterioare |
| Nerotunjite    | Rotunjite  | Nerotunjite | Rotunjite   |             |
| -------------- | ---------- | ----------- | ----------- | ----------- |
| Vocală închisă | i          | y           | ɯ           | u           |
| Mijlocie       | e          | ø           |             | o           |
| Deschisă       |            |             | ɑ           |             |